# Orthogonioptilum bernardii
Orthogonioptilum bernardii är en fjärilsart som beskrevs av Thierry Bouyer 1990. Orthogonioptilum bernardii ingår i släktet Orthogonioptilum och familjen påfågelsspinnare. Inga underarter finns listade i Catalogue of Life.